# Stade bordelais omnisports
Pour les articles homonymes, voir Stade bordelais.
Ne doit pas être confondu avec Stade bordelais – ASPTT.
Le Stade bordelais omnisports est un club omnisports français, basé dans l'agglomération bordelaise.
Il comprend des sections d'athlétisme, de basket-ball, de BMX, de bridge, de football, de pétanque, de roller hockey, de rugby à XV (masculine et féminine), de judo, et de tennis.

## Historique
Fondé le 18 juillet 1889 sous le nom de Stade bordelais, il porte longtemps le nom de Stade bordelais université club (SBUC), héritage d'une (courte) union avec les clubs universitaires bordelais (1901 à 1903). Il est alors surtout un club de rugby à XV. Il est le premier club non-parisien à remporter le championnat de France, qu'il domine pendant une dizaine d'années. Le club fête ses 120 ans le 18 juillet 2009 dans une ambiance de fête au stade Sainte-Germaine
Il fusionne le 10 juillet 2013 avec l'ASPTT Bordeaux pour former le Stade bordelais – ASPTT. En 2018, le club choisit de se retirer de la Fédération sportive des ASPTT et reprend son ancienne dénomination en octobre 2018. Un nouveau club, l'ASPTT Bordeaux Métropole est alors fondé et rejoint la fédération, les deux entités étant donc de nouveau séparées.

## Les sections

### Athlétisme
Le Stade bordelais athlétisme évolue en 2022 en division Elite 2, et a totalisé 63291 points aux championnats de France interclubs d'athlétisme. En 2023, le club évoluera en division Elite 1, ce qui constitue la plus haute division française. 

### Basket-ball
Cette section de basket-ball du SBUC à évolué en première division de la saison 1934-1935 à la saison 1938-1939.

### Football
La section football du Stade bordelais est active depuis 1894. Le club évolue au Stade Sainte-Germaine. De 1902 à 1914, le club remporte huit fois le championnat du comité de Guyenne et de Gascogne. Entre 1910 et 1914, certaines rencontres rassemblent 10 000 spectateurs à Sainte-Germaine.

### Handball
La section handball du Stade bordelais est active au moins dans les années 1950, participant notamment à la première édition du Championnat de France féminin de handball à sept en 1951-1952.

### Rink-hockey
La section de rink-hockey du SBUC remportée à dix reprises le championnat de France de première division pendant l'entre-deux-guerres : 1925, 1927, 1929, 1930, 1931, 1932, 1933, 1934, 1937 et 1943.

### Section rugby à XV
La section rugby à XV du Stade bordelais est la section fondatrice du club omnisports. Le club remporte sept titres de champion de France au début du XXe siècle. Le club fusionne en 2006 avec le CA Bordeaux Bègles pour donner l'Union Bordeaux Bègles, mais conserve ses équipes de jeunes et ses équipes féminines. Une équipe senior est engagée en championnat régional.
La section féminine a vu le jour en 2006. Après avoir accédé aux phases finales plusieurs saisons consécutives les "Lionnes" remportent le 6 mai 2012 la finale du Championnat de France 1ère Division Elite 2 (Challenge Armelle Auclair) s'assurant ainsi une place en TOP10 pour la saison 2012-2013 et s'y maintiennent au cours de la saison 2013-2014.
En Elite 2 depuis 2014, Les Lionnes, après une place de demi-finaliste sur la saison passée veulent rejoindre les rangs de la première division à l'instar de leurs homologues masculins de l'UBB.
Depuis 2015, grâce au concours de la Ville de Bordeaux, les matchs se déroulent dans l'emblématique enceinte du stade Chaban-Delmas.
Dans la lignée de leur ainées les cadettes sont double vice-championnes de France 2015-2016 et 2016-2017 augurant d'un avenir très prometteur.